# 長崎市警察
長崎市警察（ながさきしけいさつ）は、かつて存在した長崎県長崎市の自治体警察。

## 概要
従来の長崎県警察部が解体され、1948年（昭和23年）3月7日に長崎市警察署が設置された。1952年（昭和23年）8月に警察本部として長崎市警察局を設置した。
1954年（昭和29年）に新警察法が公布された。これにより国家地方警察と自治体警察が廃止され、新たに都道府県警察として長崎県警察本部が発足。長崎市警察も長崎県警察に統合され、姿を消した。

## 組織
1953年（昭和28年）時点
- 警務部 - 警務課、警ら交通課
- 公安部 - 警備課、捜査課

## 沿革
- 1948年（昭和23年）
  - 2月1日 - 警察法（旧警察法）施行に先立ち、準備訓練のため、国家地方警察（国警）、国警地区警察署、自治体警察署（自警）が発足。
  - 3月7日 - 警察法の施行により、国警と自警察が発足。
    - 長崎県警察部を国家地方警察長崎県本部と改称。
    - 消防組織法の制定で、消防業務が警察より分離される。
    - 長崎市に自治体警察として「長崎市警察」が発足。（江戸町41番地、長崎市一円を管轄する）
      - 職員数 - 369（警視1、警部1、警部補15、巡査部長39、巡査291、技師・技手2、書記・書記生20）
      - 機構 - 4課（総務課、警備課、刑事課、経済防犯課）13係
      - 警部補派出所1、巡査派出所54

  - 5月26日 - 長崎水上警察署が長崎市警察署に移管される。
- 1951年（昭和26年）1月4日 - 長崎市警察音楽隊を創設。隊長以下37名で吹奏楽隊を編成。
- 1952年（昭和27年）8月20日 - 従来の1市1署（長崎市警察署）から1局（長崎市警察局）2署（長崎警察署・稲佐警察署）に機構を改める。
- 1953年（昭和28年）
  - 1月1日 - 長崎市警察局、初めて自動交通信号機を春雨通り（浜町）十字路に設置。
  - 4月1日 - 大波止十字路にも交通信号機を設置。
- 1954年（昭和29年）
  - 6月30日 - 長崎市警察廃庁式が執り行われる。
  - 7月1日 - 警察法の全面改正。（現警察法となる。）
    - 国家地方警察長崎県本部は長崎県警察と改められる。
    - 7自治体警察署と17地区警察署を統合し、県内に27警察署を配置。
      - 長崎市には長崎警察署、大浦警察署（旧梅香崎警察署）、稲佐警察署、浦上警察署の4署が置かれる。

## 警察署
1953年（昭和28年）時点
- 長崎警察署
- 稲佐警察署